# Malanphulan
Der Malanphulan (auch Melanphulan oder Malangphutang) ist ein Sechstausender in der Khumbu-Region in Nepal, südöstlich von Pangboche im sogenannten Hinku Himal.
Der 6573 m hohe Malanphulan ist mit dem westlich gelegenen Kangtega (6783 m) über einen Bergkamm verbunden. Ein Berggrat führt vom Malanphulan nach Osten und spaltet sich später nach Norden, Osten und Süden auf. Nach Norden führt der Grat weiter über den 5817 m hohen Mingbo La zum Ama Dablam (6856 m). Nach Süden führt von dem Verzweigungspunkt ein Grat zum Peak 41 (6623 m). An der Südostflanke des Malanphulan erstreckt sich der Hinku-Shar-Gletscher, an der Westflanke der Hinku-Nup-Gletscher. Die Nordflanke wird zum Imja Khola entwässert.

## Besteigungsgeschichte
Peter Carse und Supy Bullard bestiegen den Malanphulan am 28. April 2000. Die Aufstiegsroute führte über die Westwand des Berges.